# Claude Sautet
Claude Sautet (ur. 23 lutego 1924 w Montrouge, zm. 22 lipca 2000 w Paryżu) – francuski reżyser i scenarzysta filmowy. W swoich filmach obsadzał największe gwiazdy francuskiego kina, takie jak Michel Piccoli, Yves Montand, Romy Schneider, Daniel Auteuil czy Emmanuelle Béart.

## Życiorys
Zanim trafił na uczelnię filmową w Paryżu, studiował malarstwo i rzeźbę. Swój pierwszy film fabularny Uśmiech na dzień dobry nakręcił w 1955 r. Poza reżyserią, pisał też scenariusze - zarówno do niemal wszystkich swoich filmów, jak i dzieł innych reżyserów (m.in. Georges'a Franju czy Jean-Paula Rappeneau).
Uznanie nie tylko we Francji, ale i za granicą, zyskał dzięki filmowi Okruchy życia (1970). Obraz ten pokazano na otwarcie 23. MFF w Cannes, gdzie został przyjęty bardzo pozytywnie. Stanowił on też wielki powrót do formy dla głównej aktorki Romy Schneider, która wystąpiła również w kolejnych filmach Sauteta. W filmie Max i ferajna (1971) zagrała prostytutkę, a w Cezarze i Rozalii (1972) była mężatką, która spotyka po latach swą dawną miłość.
Jednym z najbardziej chwalonych filmów Sauteta z tego okresu był Vincent, François, Paul i inni (1974). Była to opowieść o czterech mężczyznach z klasy średniej, którzy co weekend spotykają się na wsi, głównie po to, by porozmawiać o swoim życiu. W filmie zagrała plejada gwiazd francuskiego kina: Yves Montand, Michel Piccoli, Gérard Depardieu i Stéphane Audran. Kolejny film Mado (1976) zebrał również pozytywne recenzje.
Taka zwykła historia (1978) przyniosła reżyserowi nominację do Oscara dla najlepszego filmu nieanglojęzycznego. W filmie zagrała ponownie u Sauteta Romy Schneider - tym razem wcieliła się w rolę rozczarowanej kobiety pracującej po czterdziestce. Kreacja ta wyróżniona została Cezarem dla najlepszej aktorki.
W latach 80. Sautet nakręcił zaledwie dwa obrazy: Kelner! (1983) z Montandem w roli podstarzałego kelnera oraz komedię Kilka dni ze mną (1988).
W latach 90. reżyser ponownie triumfował dzięki dwóm głośnym filmom, w których główne role zagrała nowa muza Sauteta, Emmanuelle Béart. Serce jak lód (1992), które okrzyknięto arcydziełem, otrzymało Srebrnego Lwa na 49. MFF w Wenecji oraz Cezara dla najlepszego reżysera. Drugiego Cezara w tej samej kategorii przyniósł twórcy jego ostatni film, Nelly i pan Arnaud (1995).
Claude Sautet zmarł na raka w Paryżu w roku 2000. Pochowano go na Cmentarzu Montparnasse.

## Filmografia

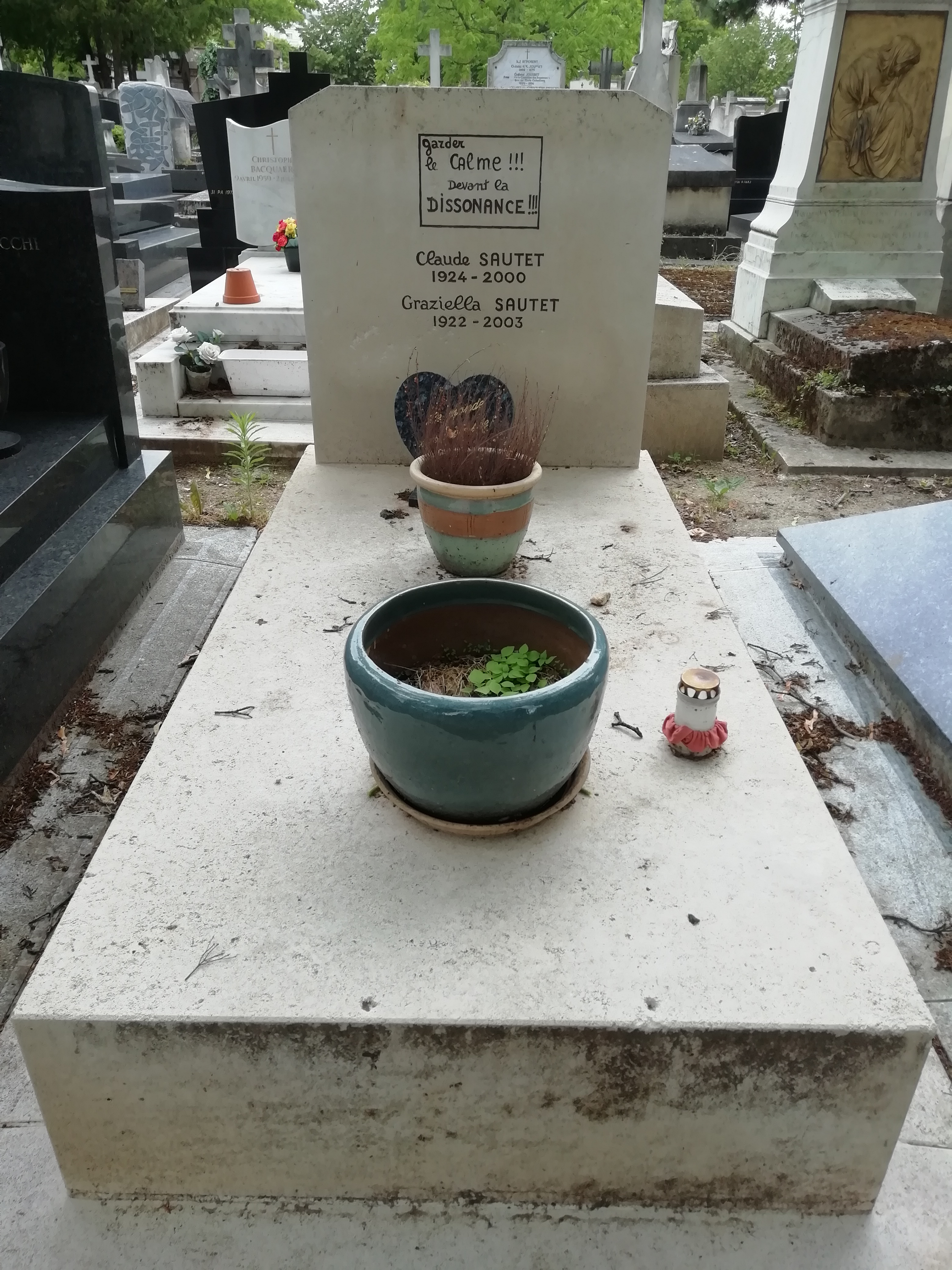
Grób Claude'a Sauteta na Cmentarzu Montparnasse

### reżyser
- 1995: Nelly i pan Arnaud (Nelly & Monsieur Arnaud)
- 1992: Serce jak lód (Un coeur en hiver)
- 1988: Kilka dni ze mną (Quelques jours avec moi)
- 1983: Kelner! (Garçon!)
- 1980: Zły syn (Un mauvais fils)
- 1978: Taka zwykła historia (Une histoire simple)
- 1976: Mado
- 1974: Vincent, François, Paul i inni (Vincent, François, Paul... et les autres)
- 1972: Cezar i Rozalia (César et Rosalie)
- 1971: Max i ferajna (Max et les ferrailleurs)
- 1970: Okruchy życia (Les choses de la vie)
- 1965: Trefna broń (L'arme à gauche)
- 1960: Kategoria: duże ryzyko (Classe tous risques)
- 1956: Uśmiech na dzień dobry (Bonjour sourire!)
- 1951: Więcej nie pójdziemy do lasu (Nous n'irons plus au bois) - krótkometrażowy